# Tatiana Menotti
Tatiana Menotti (Boston, 24 giugno 1909 – Barcellona, 3 ottobre 2001) è stata un soprano italiano.

## Biografia
Figlia del baritono Delfino Menotti e dalla moglie russa, nacque a Boston, nel Massachusetts, e crebbe a Trieste. Nel 1936, cantò il ruolo di Despina in Così fan tutte al Glyndebourne Festival Opera. Per 25 anni fu artista principale al Teatro alla Scala di Milano. Interruppe la sua carriera, nel 1957, per sostenere suo marito, il tenore spagnolo Juan Oncina. Morì a Barcellona in seguito ad un'emorragia intracranica.